# Elektrociepłownia Marcel
Elektrociepłownia Marcel – elektrociepłownia znajdująca się w Radlinie w województwie śląskim.
Elektrociepłownia ta jako paliwa używa węgla kamiennego dostarczanego z pobliskiej KWK Marcel oraz odpadowego gazu koksowniczego z pobliskiej koksowni Radlin, a dodatkowym paliwem jest biomasa. 
Zakład istnieje od 1 października 1998 r., kiedy został wyodrębniony z KWK „Marcel”. Elektrociepłownia istniała od 1908 r. jako część KWK Marcel.
EC Marcel posiada koncesje URE na:
- przesyłanie i dystrybucję energii elektrycznej,
- wytwarzanie energii elektrycznej,
- przesył i dystrybucję ciepła,
- wytwarzanie ciepła.

Przesył i dystrybucja energii elektrycznej polega na przesyłaniu i dystrybucji energii elektrycznej na obszarze miasta Radlin oraz gminy Marklowice za pomocą sieci rozdzielczej o napięciach 20 kV, 6 kV i 0,4 kV.
Wytwarzanie energii elektrycznej odbywa się w Elektrociepłowni Marcel zlokalizowanej w Radlinie, która wyposażona jest w 4 kotły parowe zasilające w parę 2 turbozespoły o mocy elektrycznej 34,5 MW. Energia elektryczna wytwarzana jest w skojarzeniu z wytwarzaniem ciepła.
Przesyłanie i dystrybucję ciepła polega na przesyle ciepła przez sieci:
- sieć wodna: 2 odcinki w mieście Radlin i gminie Marklowice (woda odpowiednio o temperaturze 140 °C, 130 °C, i 70 °C w rurociągu powrotnym
- sieć parowa: jeden odcinek w mieście Radlin do przesyłu pary o maksymalnej temperaturze 400 °C w rurociągu zasilającym oraz maksymalnym ciśnieniu 1,4 MPa

Wytwarzanie ciepła odbywa się w 2 obiektach:
- Elektrociepłownia Marcel: 4 kotły parowe zasilające w parę 2 turbozespoły o łącznej maksymalnej osiągalnej mocy cieplnej 38 MW, wytwarzające ciepło w skojarzeniu z wytwarzaniem energii elektrycznej.
- Kotłownia Marklowice zlokalizowana w Marklowicach wyposażona w 3 kotły wodne o łącznej mocy cieplnej zainstalowanej 14,2 MW.